# Bình Dân, Kim Thành
Bình Dân là một xã thuộc huyện Kim Thành, tỉnh Hải Dương, Việt Nam.
Xã Bình Dân có diện tích 4,3 km², dân số năm 1999 là 4443 người, mật độ dân số đạt 1033 người/km².